# Trofeo Porreras-Felanich-Las Salinas-Campos 2018
La 27.ª edición de la clásica ciclista Trofeo Porreras-Felanich-Las Salinas-Campos fue una carrera en España que se celebró el 25 de enero de 2018 sobre un recorrido de 177,7 km en la isla baleares de Mallorca. La carrera hizo parte del primer trofeo de la Challenge Ciclista a Mallorca 2018.
La carrera hizo parte del UCI Europe Tour 2018, dentro de la categoría UCI 1.1
La carrera fue ganada por el corredor alemán John Degenkolb del equipo Trek-Segafredo, en segundo lugar Sondre Enger (Israel Cycling Academy) y en tercer lugar Jasper De Buyst (Lotto Soudal).

## Equipos participantes
Tomaron parte en la carrera 18 equipos: 5 de categoría UCI WorldTeam; 8 de categoría Profesional Continental; 4 de categoría Continental; y la selección nacional de España. Formando así un pelotón de 126 ciclistas de los que acabaron 122. Los equipos participantes fueron:
| WorldTeams (5)- Movistar Team - Sky - Bora-Hansgrohe - Lotto Soudal - Trek-Segafredo Equipos continentales profesionales (8)- Caja Rural-Seguros RGA - Burgos-BH - Fortuneo-Samsic - Sport Vlaanderen-Baloise - Euskadi Basque Country-Murias - Israel Cycling Academy - Roompot-Nederlandse Loterij - WB-Aqua Protect-Veranclassic Equipos continentales (4)- Biesse Carrera Gavardo - Fundación Euskadi - Pannon - Team Sauerland NRW p/b SKS GERMANY Equipo nacional- España |
| |

## Clasificación final
- Las clasificaciones finalizaron de la siguiente forma:[3]

| \| Clasificación general \| Clasificación general \| Clasificación general \| Clasificación general \| Clasificación general \| \| Ciclista \| Ciclista \| Equipo \| Tiempo \| \| \| --------------------- \| --------------------- \| ---------------------------------- \| --------------------- \| --------------------- \| \| 1.º \| John Degenkolb \| Trek-Segafredo \| 4 h 02 min 18 s \| \| \| 2.º \| Sondre Enger \| Israel Cycling Academy \| + 0 s \| \| \| 3.º \| Jasper De Buyst \| Lotto-Soudal \| + 0 s \| \| \| 4.º \| Kenny Dehaes \| WB-Aqua Protect-Veranclassic \| + 0 s \| \| \| 5.º \| Albert Torres Barceló \| España \| + 0 s \| \| \| 6.º \| Xavier Cañellas \| España \| + 0 s \| \| \| 7.º \| Daniele Bennati \| Movistar Team \| + 0 s \| \| \| 8.º \| Erik Baška \| Bora-Hansgrohe \| + 0 s \| \| \| 9.º \| Leonardo Basso \| Team Sky \| + 0 s \| \| \| 10.º \| Aaron Grosser \| Team Sauerland NRW p/b SKS Germany \| + 0 s \| \| |                       |                                    |                 |
| |                       |                                    |                 |
| Fuente: ProCyclingStats |                       |                                    |                 |
| Clasificación general |                       |                                    |                 |
| Ciclista | Ciclista              | Equipo                             | Tiempo          |
| 1.º | John Degenkolb        | Trek-Segafredo                     | 4 h 02 min 18 s |
| 2.º | Sondre Enger          | Israel Cycling Academy             | + 0 s           |
| 3.º | Jasper De Buyst       | Lotto-Soudal                       | + 0 s           |
| 4.º | Kenny Dehaes          | WB-Aqua Protect-Veranclassic       | + 0 s           |
| 5.º | Albert Torres Barceló | España                             | + 0 s           |
| 6.º | Xavier Cañellas       | España                             | + 0 s           |
| 7.º | Daniele Bennati       | Movistar Team                      | + 0 s           |
| 8.º | Erik Baška            | Bora-Hansgrohe                     | + 0 s           |
| 9.º | Leonardo Basso        | Team Sky                           | + 0 s           |
| 10.º | Aaron Grosser         | Team Sauerland NRW p/b SKS Germany | + 0 s           |

## UCI World Ranking
El Trofeo Porreras-Felanich-Las Salinas-Campos otorga puntos para el UCI Europe Tour 2018 y el UCI World Ranking, este último para corredores de los equipos en las categorías UCI WorldTeam, Profesional Continental y Equipos Continentales. Las siguientes tablas muestran el baremo de puntuación y los 10 corredores que obtuvieron más puntos:
| Posición   | 1º  | 2º | 3º | 4º | 5º | 6º | 7º | 8º | 9º | 10º | 11º | 12º | 13º-15º | 16º-25ª |
| Puntuación | 125 | 85 | 70 | 60 | 50 | 40 | 35 | 30 | 25 | 20  | 15  | 10  | 5       | 3       |

| 1.º  | John Degenkolb  | Trek-Segafredo               | 125 |
| 2.º  | Sondre Enger    | Israel Cycling Academy       | 85  |
| 3.º  | Jasper De Buyst | Lotto Soudal                 | 70  |
| 4.º  | Kenny Dehaes    | WB Veranclassic Aqua Protect | 60  |
| 5.º  | Albert Torres   | España                       | 50  |
| 6.º  | Xavier Cañellas | España                       | 40  |
| 7.º  | Daniele Bennati | Movistar                     | 35  |
| 8.º  | Erik Baška      | Bora-Hansgrohe               | 30  |
| 9.º  | Leonardo Basso  | Sky                          | 25  |
| 10.º | Aaron Grosser   | Sauerland NRW-SKS Germany    | 20  |